# Circuit FIDE 2025
Navigation
Circuit FIDE 2024 Circuit FIDE 2026
Le Circuit FIDE 2026 est un classement organisé par la Fédération internationale des échecs (FIDE) qui sert de voie de qualification pour le tournoi des candidats de 2026. Les joueurs reçoivent des points en fonction de leurs performances dans les meilleurs tournois d'échecs qui se terminent en 2025 et qui reconnus par la FIDE. Le nombre de points reçus dépend de la force du tournoi. Le score final d'un joueur sur le circuit est la somme de ses sept meilleurs résultats de l'année. Le vainqueur du Circuit 2025 se qualifie pour le tournoi des candidats 2026, dont le vainqueur disputera le Championnat du monde d'échecs 2026.

## Éligibilité au tournoi
Un tournoi standard individuel classé par la FIDE est éligible pour le circuit s'il répond aux critères suivants :
1. se termine entre le 1er janvier 2025 et le 21 décembre 2025 (pour les championnat nationaux, tournois continentaux et de zone ainsi que les tournois ouverts traditionnels (avec 50 joueurs ou plus)); ou se termine entre le 1er janvier 2025 et le 15 décembre 2025 (pour les autres tournois)
2. a au moins 8 joueurs (6 joueurs pour les tournois à deux tours) ;
3. a au moins 7 rondes (4 tours pour les tournois à élimination directe) ;
4. les huit joueurs les mieux classés ont un classement Elo moyen d'au moins 2 550 points au début du tournoi. Cette moyenne est appelée TAR (tournament average rating, classement moyen du tournoi) ;
5. les joueurs représentent au moins 3 fédérations nationales ;
6. pas plus de 50 % (la moitié) des 20 joueurs les mieux classés (ou de tous les joueurs s'il y en a moins de 20) ne représentent la même fédération.

Le Circuit FIDE inclut également les tournois suivants comme éligibles :
- le Championnat du monde d'échecs 2024 ;
- les championnats nationaux qui répondent aux points 1 à 4 des critères ci-dessus ;
- le championnat du monde d'échecs rapides ;
- le championnat du monde de blitz ;
- les championnats continentaux rapides ;
- les championnats continentaux de blitz ;
- les autres tournois rapides et blitz répondant aux mêmes critères ci-dessus, sauf que la moyenne TAR doit être d'au moins 2 700 en classement Elo standard ;
- les tournois à deux tours ayant 6 joueurs ou plus  la moyenne TAR doit être d'au moins 2 700 en classement Elo standard.

## Système de points

### Points d'événement
Les points du circuit FIDE obtenus par un joueur lors d'un tournoi seraient calculés comme suit:
{\displaystyle P=B\times k\times w}
où :
- {\displaystyle P} - Points obtenus par joueur du tournoi
- {\displaystyle B} - Points de base
- {\displaystyle k} - Facteur de force du tournoi, calculé comme {\displaystyle k=(TAR-2500)/100}
- {\displaystyle w} - Pondération du tournoi
  - 1.0 - Tournois classiques standards
  - 0.8 - Championnats du monde rapides
  - 0.6 - Championnats du monde de blitz et autres tournois rapides éligibles
  - 0.5 - Tournois mixtes rapide & Blitz éligibles
  - 0.4 - Tournois blitz éligibles

### Points de base
Les points de base pour un tournoi sont attribués si les joueurs se classent (ou sont à égalité) parmi les 8 premiers, à condition que le classement se situe dans la moitié supérieure du tournoi, ou au moins au troisième tour pour les tournois à élimination directe.
| 1er | 2e | 3e | 4e | 5e | 6e | 7e | 8e |
| --- | -- | -- | -- | -- | -- | -- | -- |
| 10  | 8  | 7  | 6  | 5  | 4  | 3  | 2  |

En cas d'égalité, les points de base seront calculés comme 50 % des points du classement final tel que déterminé par les règles de tie-break du tournoi, plus 50 % de la somme des points de base attribués pour les places à égalité divisée par le nombre de joueurs à égalité. Si aucune règle de tie-break n’est appliquée, les points de base doivent être partagés à 100 % de manière égale entre tous les joueurs à égalité.

### Total du joueur
Le total des points d'un joueur pour le classement est la somme de ses 5 meilleurs tournois, dont au moins 4 événements doivent être joués avec des contrôles horaires standard. Les tournois qui pourraient être inclus dans les résultats des joueurs sont les suivants :
- tournois officiels de la FIDE ;
- championnats nationaux ;
- autres tournois éligibles, limités à un événement par pays hôte.